# Talarurus plicatospineus
Talarurus (Talarurus plicatospineus, gr. "cua en cistella") és un gènere representat per una única espècie de dinosaure tireòfor ancilosàurid, que va viure a mitjan període Cretaci, fa aproximadament 90 milions d'anys, en el Turonià, en el territori que és avui Àsia. El gènere fou descobert en la dècada de 1950 per una expedició soviètica, i avui se'n coneixen cinc o més individus, entre els quals s'inclouen 2 cranis complets, un esquelet gairebé complet i molts osteodermes; és el més conegut dels ancilosàurid de Mongòlia. El nom Talarurus prové de la combinació dels vocables de l'antic grec talar, "cistella de vímet" i oura, «cua» amb el sufix -us.
Talarurus fou un quadrúpede cuirassat que arribà a mesurar 5 metres de llarg i 1,80 d'alt. Presentava les costelles unides a una pelvis en forma de cartel·la. Els potents músculs que es fixaven als malucs li ajudaven a balancejar la cua i a moure les seves grans cambres posteriors. El seu cos estava cobert d'una imponent armadura de plaques òssies que resultava forta però flexible, i la cua acabava en una porra que usava per defensar-se dels depredadors.
Des del coll a la punta de la cua, posseïa línies d'espines buides que protegien la seva esquena, però el seu ventre estava desprotegit. El cap presentava una forma cúbica, d'uns 24 centímetres de llarg per 22 d'ample, amb un bec ossi i dents petites en les mandíbules, a més les parpelles estaven protegides per plaques. Les potes eren robustes que li permetien moure's àgilment. Els membres anteriors acabaven en cinc dits i les posteriors en quatre.
Les restes de Talarurus foren descoberts a l'àrea sud-est del desert de Gobi a Mongòlia. Els científics assumeixen que va viure l'hàbitat en el qual Talarurus va viure fa milions d'anys eren terres baixes d'al·luvió, ja que la majoria de les restes es van trobar en la Formació Bayn Shire. Les roques oposades en la de la Formació Bayn Shire es daten al voltant de 95-88 milions d'anys en el Cretaci superior. Per conèixer l'edat de Talarurus més exactament, s'hauria de comparar amb roques i fòssils de la mateixa edat. Lamentablement, hi ha pocs llocs al món que mostren la vida animal en terra en la part anterior del Cretaci superior.
Vickaryous et al. (2004) noten la presència de dos grups diferents d'ancilosàurids durant finals del Cretaci, "un consisteix en els taxons de Nord-amèrica i un altre restringuido als taxons d'Àsia.